# Ernest Appenzeller
Ernest Appenzeller (dit Ernest Leboucher, J-C Lamy), né le 9 mai 1926 à Vienne, en Autriche, mort le 8 février 1974, est un Français d'origine autrichienne, membre de la résistance.

## Biographie

### Enfance
Ernest Appenzeller naît le 9 mai 1926 à Vienne en Autriche, fils d'un rabbin autrichien. Il arrive en France en 1938, à l'âge de 12 ans. Il parle le français à la perfection.

### Seconde Guerre mondiale
Au début de la Seconde Guerre mondiale, Ernest Appenzeller se trouve dans la maison d'enfants du château de la Guette, dirigée par Georges Loinger et son épouse Flore Loinger.
La baronne Germaine de Rothschild met le château de la Guette à disposition pour y accueillir des enfants juifs. En 1939, 130 enfants juifs d’origine allemande et autrichienne rescapés de la nuit de Cristal sont accueillis par une équipe composée du pédagogue franco-autrichien Alfred Brauner, du médecin Françoise Brauner et du militant autrichien Harry Spiegel qui vont se charger de "réadapter" ces enfants, souvent orphelins,.
Après la mobilisation de Georges Loinger à la déclaration de guerre, son épouse devient la directrice au Château de la Guette. 
Georges Loinger est fait prisonnier durant la débâcle. Parvenant à s'évader de Bavière à la fin de l'année 1940 en compagnie de son cousin Marcel Vogel, rencontré par hasard au stalag 7A, près de Munich, en Allemagne, il rejoint le 10 janvier 1941 sa femme à l'hôtel des Anglais à la Bourboule (Puy-de-Dôme), où celle-ci s'est repliée avec 123 jeunes réfugiés. Il décide de s'évader à la suite d'une lettre de son épouse notant qu'elle a beaucoup de difficultés à s'occuper des jeunes,

### Brive-la-Gaillarde
Avec plusieurs adolescents juifs recherchés par les Allemands, Ernest Appenzeller trouve refuge dans un collège franciscain à Brive-la-Gaillarde, où ils sont ravitaillés pendant trois mois par Edmond Michelet.

### Résistance
Ernest Appenzeller s'engage dans la résistance en 1942. Il devient membre du groupe franc Surcouf de Nice. Il fonde avec deux de ses amis le premier service de faux papiers et, dès novembre 1942, organise le planquage d'enfants juifs.
En 1943, il fait partie de l'Armée juive (AJ), se spécialisant dans les faux papiers avec Maurice Loebenberg (Cachoud).
Il est arrêté en octobre 1943 et transféré au camp de Drancy. Il nie être juif et, grâce à des papiers envoyés de Nice, il est libéré le 31 janvier 1944. Le professeur George Montandon, collaborateur, « spécialiste des questions raciales », lui délivre un certificat confirmant sa « qualité d'aryen ». Appenzeller est blond et passerait bien pour un aryen et il affirme que sa circoncision est de nature médicale et le prétendu expert Montandon le croit.
Il devient un des responsables du groupe franc de l'Organisation juive de combat (OJC). Il organise et participe à de nombreuses actions : sabotages, poses de bombes, suppression d'informateurs au service de la Gestapo.
Au début de 1944, il est envoyé à Paris. Il prend le commandement d'un groupe composé en grande partie par des membres de l'Organisation juive de combat (OJC) rattachés au Mouvement de libération nationale (MLN).

### Arrestation
Le 18 juillet 1944, au 75, rue Erlanger dans le 16e arrondissement de Paris, il y a une rencontre avec un agent qui doit conduire les chefs de l'armée juive jusqu'à Londres. Cet agent, se faisant passer pour Charles Porel mais en réalité Karl Rebhein, soi-disant un juif autrichien, qui se fait passer pour un membre de l'Intelligence Service fait partie en fait de l'Abwehr. La Gestapo fait irruption.  Max Windmüller et d'autres membres importants de la résistance juive comme André Amar, Henri Pohoryles, Ernest Appenzeller, César Chamay et Maurice Loebenberg sont emprisonnés et inculpés pour haute trahison, collaboration avec l'ennemi et espionnage. Par un heureux hasard Metta Lande réussit à éviter la prison. Les prisonniers sont interrogés et torturés dans une antenne de la Gestapo, 180, rue de la Pompe dans le 16e arrondissement de Paris. Loebenberg (Cachoud) meurt sous la torture. Les autres sont transportés à la prison de Fresnes puis au camp de Drancy.

### Déportation et évasion
Ernest Appenzeller est déporté par le convoi no 79, en date du 17 août 1944, du camp de Drancy vers Buchenwald , dont il s'évade, le 21 août 1944, en sautant du train des 51 otages, près de Saint-Quentin dans l'Aisne, avec entre autres Jacques Lazarus, René Kapel,Jean Frydman, Maurice Margulies,  (Rose) Rose-Marie Kohn et Philippe Kohn.

### Reprise de la lutte
À Saint-Quentin, il rejoint la Résistance locale, prend contact avec Tristan, chef des Forces françaises de l'intérieur (FFI). Il traverse les lignes ennemies et fournit aux services secrets de la 1re armée américaine des plans concernant les Allemands. Il entre avec les troupes américaines dans Saint-Quentin puis retourne à Paris.

### Après la guerre
Ernest Appenzeller participe à la guerre d'indépendance d'Israël.

## Distinction
- Médaille de la Résistance française (décret du 15 juin 1946)[15]

## Pour approfondir